# 駐日モルドバ大使館
駐日モルドバ大使館（ちゅうにちモルドバたいしかん、ルーマニア語: Ambasada Moldova în Japonia、英語: Embassy of Moldova in Japan）は、モルドバが日本の首都東京に設置している大使館である。

## 沿革
1991年8月27日、モルドバがソビエト連邦から離脱して独立。同年12月28日、日本がモルドバを国家承認し、翌年3月16日には両国の外交関係が樹立。2015年12月8日、大使館が開設された。

## 所在地
- 住所：〒162-0806 東京都新宿区榎町72 神楽坂榎ビル3階[3]
- アクセス：東京メトロ東西線 神楽坂駅2番出口

## 大使
2021年12月22日より、ドゥミトル・ソコランが特命全権大使を務めている。

## ギャラリー

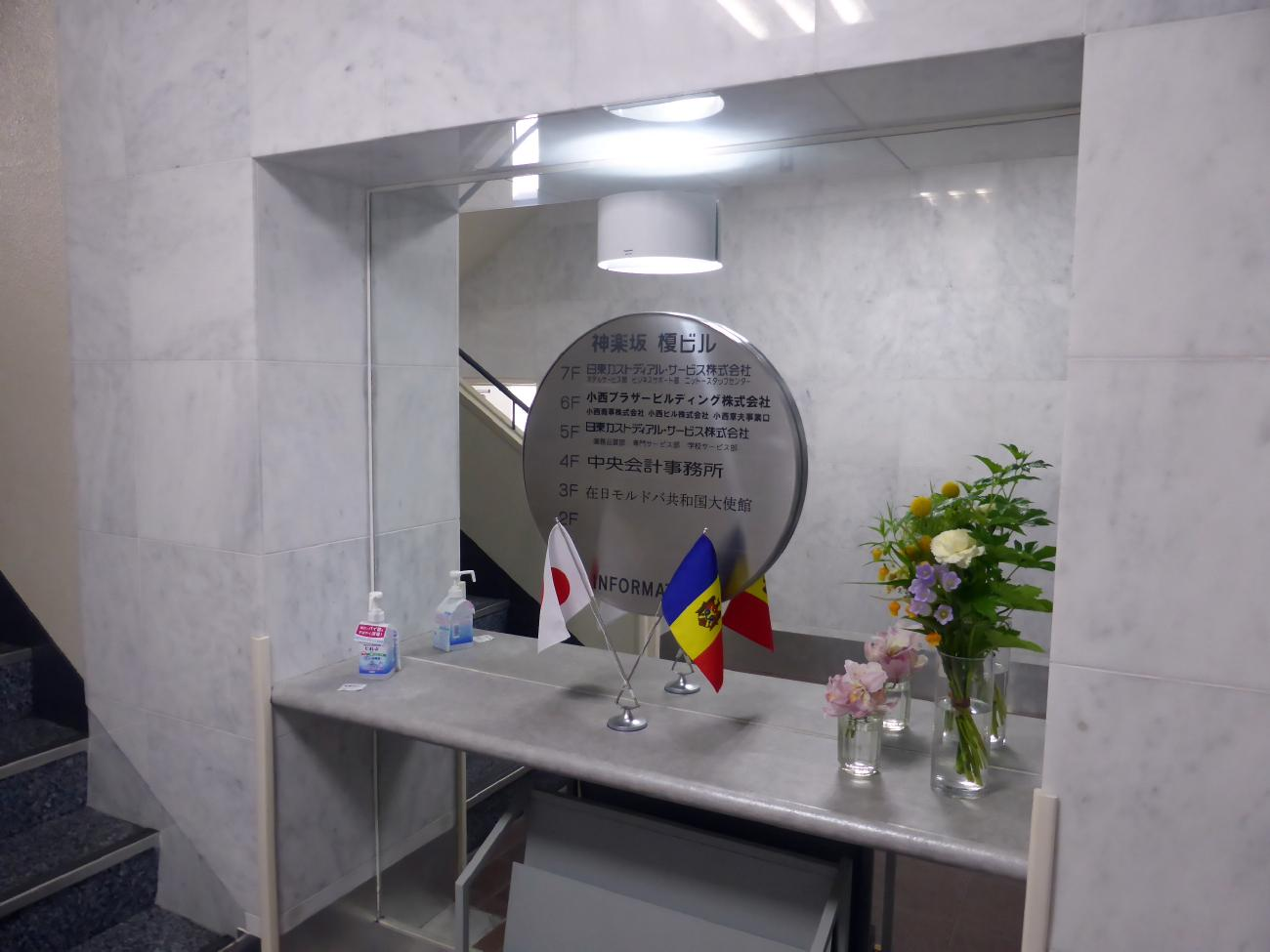
両国の国旗